# 伊冯·约瑟夫
伊冯·约瑟夫（英語：Yvon Joseph，1957年10月31日—），海地职业篮球运动员，曾效力于美国NBA联盟。他在1985年的NBA选秀中第2轮第12顺位被新泽西篮网选中。